# Водне поло на Чемпіонаті світу з водних видів спорту 2015 — чоловічий турнір
Чоловічий турнір з водного поло на Чемпіонаті світу з водних видів спорту 2015 пройшов у Казані (Росія) від 27 липня до 8 серпня.

## Команди
Африка
- ПАР

Америка
- Аргентина
- Бразилія
- Канада
- США

Азія
- КНР
- Японія
- Казахстан

Європа
- Хорватія
- Греція
- Угорщина
- Італія
- Чорногорія
- Росія
- Сербія

Океанія
- Австралія

## Формат
16 команд було розбито на чотири групи по чотири команди в кожній. Змагання в групах проходили за круговою системою. Найкращі команди з груп виходили напряму у чвертьфінал, тоді як друга і третя команди грали в плей-оф. Останні команди в групах грали розподільчі матчі за 13–16 місця. Починаючи зі стадії чвертьфіналу для визначення переможців застосовувалась нокаут-система. Команди, які зазнали поразки в плей-оф і чвертьфіналах, грали розподільчі матчі, щоб визначити своє остаточне місце в турнірній таблиці.

## Медалі
| Дисципліна       | Золото | Срібло | Бронза |
| ---------------- | --- | --- | --- |
| Чоловічий турнір | Сербія Мілан Алексич Мілош Чук Філіп Філіпович Живко Гоцич Нікола Якшич Душан Мандич Бранислав Митрович Стефан Мітрович Слободан Нікич Душко Пієтлович Гойко Пієтлович Андрія Прлайнович Сава Ранджелович | Хорватія Марко Біяч Лука Букич Дамір Бурич Андро Бушлє Маро Йокович Лука Лончар Петар Муслім Пауло Обрадович Йосип Павич Фран Пашквалін Антоніо Петкович Анджело Шетка Сандро Сукно | Греція Хрістос Афрудакіс Евангелос Делакас Георгіос Дервісіс Константінос Флегкас Іоанніс Фунтуліс Стефанос Галанопулос Константінос Генідуніас Александрос Гунас Хрістодулос Коломвос Константінос Мурікіс Еммануїл Милонакіс Киріакос Понтікеас Ангелос Влахопулос |

## Груповий етап

### Група A
| Поз | Команда  | І | В | Н | П | ГЗ | ГП | РГ  | О | Кваліфікація         |
| --- | -------- | - | - | - | - | -- | -- | --- | - | -------------------- |
| 1   | Хорватія | 3 | 3 | 0 | 0 | 39 | 17 | +22 | 6 | Вийшли у чвертьфінал |
| 2   | Канада   | 3 | 2 | 0 | 1 | 25 | 20 | +5  | 4 | Вийшли в плей-оф     |
| 3   | Бразилія | 3 | 0 | 1 | 2 | 24 | 29 | −5  | 1 | Вийшли в плей-оф     |
| 4   | КНР      | 3 | 0 | 1 | 2 | 12 | 34 | −22 | 1 |                      |

| 27 липня 2015 09:30 | протокол | Хорватія                                 | 12 – 7 | Канада   | Казань Attendance: 507 Арбітр: Радослав Коризна (POL), Герман Меллер (ARG) |
| 27 липня 2015 09:30 | протокол | Рахунок за періодами: 4–2, 6–2, 1–0, 1–3 |        |          | Казань Attendance: 507 Арбітр: Радослав Коризна (POL), Герман Меллер (ARG) |
| 27 липня 2015 09:30 | протокол | четверо гравців по 2                     | Голів  | Конвей 3 | Казань Attendance: 507 Арбітр: Радослав Коризна (POL), Герман Меллер (ARG) |

| 27 липня 2015 10:50 | протокол | Бразилія                                 | 9 – 9 | КНР                   | Казань Attendance: 700 Арбітр: Станко Івановскі (MNE), Воджин Путнікович (SRB) |
| 27 липня 2015 10:50 | протокол | Рахунок за періодами: 3–4, 2–1, 3–4, 1–0 |       |                       | Казань Attendance: 700 Арбітр: Станко Івановскі (MNE), Воджин Путнікович (SRB) |
| 27 липня 2015 10:50 | протокол | Perrone 4                                | Голів | Дун Тао, Чжан Чуфен 3 | Казань Attendance: 700 Арбітр: Станко Івановскі (MNE), Воджин Путнікович (SRB) |

| 29 липня 2015 20:10 | протокол | КНР                                      | 2 – 8 | Канада     | Казань Attendance: 240 Арбітр: Станко Івановскі (MNE), Дьордь Кун (HUN) |
| 29 липня 2015 20:10 | протокол | Рахунок за періодами: 0–3, 0–3, 1–1, 1–1 |       |            | Казань Attendance: 240 Арбітр: Станко Івановскі (MNE), Дьордь Кун (HUN) |
| 29 липня 2015 20:10 | протокол | Тань Фейху 2                             | Голів | Макелрой 3 | Казань Attendance: 240 Арбітр: Станко Івановскі (MNE), Дьордь Кун (HUN) |

| 29 липня 2015 21:30 | протокол | Хорватія                                 | 10 – 9 | Бразилія          | Казань Attendance: 230 Арбітр: Марк Коганов (AZE), Деніел Флейхайв (AUS) |
| 29 липня 2015 21:30 | протокол | Рахунок за періодами: 4–2, 4–2, 1–2, 1–3 |        |                   | Казань Attendance: 230 Арбітр: Марк Коганов (AZE), Деніел Флейхайв (AUS) |
| 29 липня 2015 21:30 | протокол | Сукно 3                                  | Голів  | троє гравців по 2 | Казань Attendance: 230 Арбітр: Марк Коганов (AZE), Деніел Флейхайв (AUS) |

| 31 липня 2015 17:30 | протокол | Хорватія                                 | 17 – 1 | КНР          | Казань Attendance: 874 Арбітр: Деніел Флейхайв (AUS), Масуд Резвані (IRI) |
| 31 липня 2015 17:30 | протокол | Рахунок за періодами: 4–1, 5–0, 7–0, 1–0 |        |              | Казань Attendance: 874 Арбітр: Деніел Флейхайв (AUS), Масуд Резвані (IRI) |
| 31 липня 2015 17:30 | протокол | троє гравців по 3                        | Голів  | Чжан Чуфен 1 | Казань Attendance: 874 Арбітр: Деніел Флейхайв (AUS), Масуд Резвані (IRI) |

| 31 липня 2015 20:10 | протокол | Бразилія                                 | 6 – 10 | Канада           | Казань Attendance: 230 Арбітр: Марк Коганов (AZE), Дьордь Кун (HUN) |
| 31 липня 2015 20:10 | протокол | Рахунок за періодами: 0–3, 3–3, 2–3, 1–1 |        |                  | Казань Attendance: 230 Арбітр: Марк Коганов (AZE), Дьордь Кун (HUN) |
| 31 липня 2015 20:10 | протокол | Сілва 2                                  | Голів  | Бойд, Макелрой 2 | Казань Attendance: 230 Арбітр: Марк Коганов (AZE), Дьордь Кун (HUN) |

### Група B
| Поз | Команда | І | В | Н | П | ГЗ | ГП | РГ | О | Кваліфікація         |
| --- | ------- | - | - | - | - | -- | -- | -- | - | -------------------- |
| 1   | Греція  | 3 | 3 | 0 | 0 | 37 | 31 | +6 | 6 | Вийшли у чвертьфінал |
| 2   | США     | 3 | 2 | 0 | 1 | 28 | 26 | +2 | 4 | Вийшли в плей-оф     |
| 3   | Італія  | 3 | 1 | 0 | 2 | 28 | 28 | 0  | 2 | Вийшли в плей-оф     |
| 4   | Росія   | 3 | 0 | 0 | 3 | 23 | 31 | −8 | 0 |                      |

| 27 липня 2015 12:10 | протокол | Греція                                   | 11 – 10 | Італія               | Казань Attendance: 883 Арбітр: Францешк Бух (ESP), Дьордь Кун (HUN) |
| 27 липня 2015 12:10 | протокол | Рахунок за періодами: 4–4, 2–1, 3–2, 2–3 |         |                      | Казань Attendance: 883 Арбітр: Францешк Бух (ESP), Дьордь Кун (HUN) |
| 27 липня 2015 12:10 | протокол | Афрудакіс 3                              | Голів   | четверо гравців по 2 | Казань Attendance: 883 Арбітр: Францешк Бух (ESP), Дьордь Кун (HUN) |

| 27 липня 2015 18:50 | протокол | США                                      | 7 – 6 | Росія      | Казань Attendance: 1,932 Арбітр: Борис Магрета (SLO), Деніел Флейхайв (AUS) |
| 27 липня 2015 18:50 | протокол | Рахунок за періодами: 3–1, 1–2, 2–2, 1–1 |       |            | Казань Attendance: 1,932 Арбітр: Борис Магрета (SLO), Деніел Флейхайв (AUS) |
| 27 липня 2015 18:50 | протокол | Азеведо, Купідо 3                        | Голів | Бугайчук 3 | Казань Attendance: 1,932 Арбітр: Борис Магрета (SLO), Деніел Флейхайв (AUS) |

| 29 липня 2015 09:30 | протокол | Греція                                   | 11 – 10 | США               | Казань Attendance: 839 Арбітр: Францешк Бух (ESP), Воджин Путнікович (SRB) |
| 29 липня 2015 09:30 | протокол | Рахунок за періодами: 3–3, 1–3, 4–3, 3–1 |         |                   | Казань Attendance: 839 Арбітр: Францешк Бух (ESP), Воджин Путнікович (SRB) |
| 29 липня 2015 09:30 | протокол | Фунтуліс 4                               | Голів   | Троє гравців по 2 | Казань Attendance: 839 Арбітр: Францешк Бух (ESP), Воджин Путнікович (SRB) |

| 29 липня 2015 18:50 | протокол | Росія                                    | 6 – 9 | Італія       | Казань Attendance: 2,350 Арбітр: Адріан Александреску (ROU), Радослав Коризна (POL) |
| 29 липня 2015 18:50 | протокол | Рахунок за періодами: 1–1, 0–5, 3–1, 2–2 |       |              | Казань Attendance: 2,350 Арбітр: Адріан Александреску (ROU), Радослав Коризна (POL) |
| 29 липня 2015 18:50 | протокол | Холод 3                                  | Голів | Джорджетті 2 | Казань Attendance: 2,350 Арбітр: Адріан Александреску (ROU), Радослав Коризна (POL) |

| 31 липня 2015 18:50 | протокол | Греція                                   | 15 – 11 | Росія    | Казань Attendance: 2,285 Арбітр: Адріан Александреску (ROU), Францешк Бух (ESP) |
| 31 липня 2015 18:50 | протокол | Рахунок за періодами: 5–2, 3–2, 5–3, 2–4 |         |          | Казань Attendance: 2,285 Арбітр: Адріан Александреску (ROU), Францешк Бух (ESP) |
| 31 липня 2015 18:50 | протокол | Фунтуліс 4                               | Голів   | Нагаєв 3 | Казань Attendance: 2,285 Арбітр: Адріан Александреску (ROU), Францешк Бух (ESP) |

| 31 липня 2015 21:30 | протокол | США                                      | 11 – 9 | Італія       | Казань Attendance: 214 Арбітр: Борис Магрета (SLO), Ненад Перис (CRO) |
| 31 липня 2015 21:30 | протокол | Рахунок за періодами: 4–4, 3–2, 2–1, 2–2 |        |              | Казань Attendance: 214 Арбітр: Борис Магрета (SLO), Ненад Перис (CRO) |
| 31 липня 2015 21:30 | протокол | Вавич 3                                  | Голів  | Ді Фульвіо 4 | Казань Attendance: 214 Арбітр: Борис Магрета (SLO), Ненад Перис (CRO) |

### Група C
| Поз | Команда   | І | В | Н | П | ГЗ | ГП | РГ  | О | Кваліфікація         |
| --- | --------- | - | - | - | - | -- | -- | --- | - | -------------------- |
| 1   | Угорщина  | 3 | 3 | 0 | 0 | 52 | 13 | +39 | 6 | Вийшли у чвертьфінал |
| 2   | Казахстан | 3 | 2 | 0 | 1 | 34 | 24 | +10 | 4 | Вийшли в плей-оф     |
| 3   | ПАР       | 3 | 1 | 0 | 2 | 17 | 37 | −20 | 2 | Вийшли в плей-оф     |
| 4   | Аргентина | 3 | 0 | 0 | 3 | 17 | 46 | −29 | 0 |                      |

| 27 липня 2015 13:30 | протокол | ПАР                                      | 10 – 6 | Аргентина | Казань Attendance: 913 Арбітр: Масуд Резвані (IRI), Сергій Наумов (RUS) |
| 27 липня 2015 13:30 | протокол | Рахунок за періодами: 6–2, 1–2, 1–1, 2–1 |        |           | Казань Attendance: 913 Арбітр: Масуд Резвані (IRI), Сергій Наумов (RUS) |
| 27 липня 2015 13:30 | протокол | Е. Ле Руа, П. Ле Руа 3                   | Голів  | Яньєс 3   | Казань Attendance: 913 Арбітр: Масуд Резвані (IRI), Сергій Наумов (RUS) |

| 27 липня 2015 17:30 | протокол | Угорщина                                 | 14 – 5 | Казахстан | Казань Attendance: 1,180 Арбітр: Джозеф Пейла (USA), Корі Вільямс (NZL) |
| 27 липня 2015 17:30 | протокол | Рахунок за періодами: 4–0, 3–0, 5–2, 2–3 |        |           | Казань Attendance: 1,180 Арбітр: Джозеф Пейла (USA), Корі Вільямс (NZL) |
| 27 липня 2015 17:30 | протокол | Харай 4                                  | Голів  | Ушаков 2  | Казань Attendance: 1,180 Арбітр: Джозеф Пейла (USA), Корі Вільямс (NZL) |

| 29 липня 2015 10:50 | протокол | Казахстан                                | 15 – 7 | Аргентина | Казань Attendance: 1,016 Арбітр: Ненад Перис (CRO), Хатем Габер (EGY) |
| 29 липня 2015 10:50 | протокол | Рахунок за періодами: 5–2, 3–3, 5–1, 2–1 |        |           | Казань Attendance: 1,016 Арбітр: Ненад Перис (CRO), Хатем Габер (EGY) |
| 29 липня 2015 10:50 | протокол | Аксьонов, Пекович 4                      | Голів  | Яньєс 3   | Казань Attendance: 1,016 Арбітр: Ненад Перис (CRO), Хатем Габер (EGY) |

| 29 липня 2015 12:10 | протокол | ПАР                                      | 4 – 17 | Угорщина | Казань Attendance: 1,127 Арбітр: Фабіо Тоффолі (BRA), Петер де Йонг (NED) |
| 29 липня 2015 12:10 | протокол | Рахунок за періодами: 1–5, 0–3, 2–4, 1–5 |        |          | Казань Attendance: 1,127 Арбітр: Фабіо Тоффолі (BRA), Петер де Йонг (NED) |
| 29 липня 2015 12:10 | протокол | Моліно 2                                 | Голів  | Варга 5  | Казань Attendance: 1,127 Арбітр: Фабіо Тоффолі (BRA), Петер де Йонг (NED) |

| 31 липня 2015 09:30 | протокол | ПАР                                      | 3 – 14 | Казахстан  | Казань Attendance: 884 Арбітр: Фабіо Тоффолі (BRA), Хатем Габер (EGY) |
| 31 липня 2015 09:30 | протокол | Рахунок за періодами: 0–4, 1–3, 1–5, 1–2 |        |            | Казань Attendance: 884 Арбітр: Фабіо Тоффолі (BRA), Хатем Габер (EGY) |
| 31 липня 2015 09:30 | протокол | троє гравців по 1                        | Голів  | Аксьонов 5 | Казань Attendance: 884 Арбітр: Фабіо Тоффолі (BRA), Хатем Габер (EGY) |

| 31 липня 2015 10:50 | протокол | Угорщина                                 | 21 – 4 | Аргентина | Казань Attendance: 1,065 Арбітр: Сергій Наумов (RUS), Петер де Йонг (NED) |
| 31 липня 2015 10:50 | протокол | Рахунок за періодами: 6–2, 3–1, 6–1, 6–0 |        |           | Казань Attendance: 1,065 Арбітр: Сергій Наумов (RUS), Петер де Йонг (NED) |
| 31 липня 2015 10:50 | протокол | Варга 5                                  | Голів  | Лопес 2   | Казань Attendance: 1,065 Арбітр: Сергій Наумов (RUS), Петер де Йонг (NED) |

### Група D
| Поз | Команда    | І | В | Н | П | ГЗ | ГП | РГ  | О | Кваліфікація         |
| --- | ---------- | - | - | - | - | -- | -- | --- | - | -------------------- |
| 1   | Сербія     | 3 | 3 | 0 | 0 | 40 | 26 | +14 | 6 | Вийшли у чвертьфінал |
| 2   | Австралія  | 3 | 1 | 1 | 1 | 24 | 19 | +5  | 3 | Вийшли в плей-оф     |
| 3   | Чорногорія | 3 | 1 | 1 | 1 | 29 | 26 | +3  | 3 | Вийшли в плей-оф     |
| 4   | Японія     | 3 | 0 | 0 | 3 | 23 | 45 | −22 | 0 |                      |

| 27 липня 2015 20:10 | протокол | Сербія                                   | 11 – 8 | Чорногорія        | Казань Attendance: 2,279 Арбітр: Георгіос Ставрідіс (GRE), Адріан Александреску (ROU) |
| 27 липня 2015 20:10 | протокол | Рахунок за періодами: 2–1, 4–2, 3–4, 2–1 |        |                   | Казань Attendance: 2,279 Арбітр: Георгіос Ставрідіс (GRE), Адріан Александреску (ROU) |
| 27 липня 2015 20:10 | протокол | Філіп Філіпович 3                        | Голів  | троє гравців по 2 | Казань Attendance: 2,279 Арбітр: Георгіос Ставрідіс (GRE), Адріан Александреску (ROU) |

| 27 липня 2015 21:30 | протокол | Японія                                   | 4 – 10 | Австралія  | Казань Attendance: 2,287 Арбітр: Массіміліано Капуті (ITA), Хатем Габер (EGY) |
| 27 липня 2015 21:30 | протокол | Рахунок за періодами: 0–2, 2–2, 1–3, 1–3 |        |            | Казань Attendance: 2,287 Арбітр: Массіміліано Капуті (ITA), Хатем Габер (EGY) |
| 27 липня 2015 21:30 | протокол | четверо гравців по 1                     | Голів  | Кемпбелл 3 | Казань Attendance: 2,287 Арбітр: Массіміліано Капуті (ITA), Хатем Габер (EGY) |

| 29 липня 2015 13:30 | протокол | Австралія                                | 5 – 5 | Чорногорія | Казань Attendance: 313 Арбітр: Борис Магрета (SLO), Сергій Наумов (RUS) |
| 29 липня 2015 13:30 | протокол | Рахунок за періодами: 0–2, 1–1, 1–1, 3–1 |       |            | Казань Attendance: 313 Арбітр: Борис Магрета (SLO), Сергій Наумов (RUS) |
| 29 липня 2015 13:30 | протокол | Янгер 3                                  | Голів | Янович 2   | Казань Attendance: 313 Арбітр: Борис Магрета (SLO), Сергій Наумов (RUS) |

| 29 липня 2015 17:30 | протокол | Сербія                                   | 19 – 9 | Японія         | Казань Attendance: 1,016 Арбітр: Масуд Резвані (IRI), Стефані Рой (CAN) |
| 29 липня 2015 17:30 | протокол | Рахунок за періодами: 2–1, 6–2, 5–3, 6–3 |        |                | Казань Attendance: 1,016 Арбітр: Масуд Резвані (IRI), Стефані Рой (CAN) |
| 29 липня 2015 17:30 | протокол | Нікич 6                                  | Голів  | Окава, Такей 3 | Казань Attendance: 1,016 Арбітр: Масуд Резвані (IRI), Стефані Рой (CAN) |

| 31 липня 2015 12:10 | протокол | Сербія                                   | 10 – 9 | Австралія | Казань Attendance: 890 Арбітр: Радослав Коризна (POL), Георгіос Стакрідіс (GRE) |
| 31 липня 2015 12:10 | протокол | Рахунок за періодами: 3–2, 2–2, 1–4, 4–1 |        |           | Казань Attendance: 890 Арбітр: Радослав Коризна (POL), Георгіос Стакрідіс (GRE) |
| 31 липня 2015 12:10 | протокол | троє гравців по 2                        | Голів  | Янгер 3   | Казань Attendance: 890 Арбітр: Радослав Коризна (POL), Георгіос Стакрідіс (GRE) |

| 31 липня 2015 13:30 | протокол | Японія                                   | 10 – 16 | Чорногорія        | Казань Attendance: 640 Арбітр: Діон Вілліс (RSA), Массіміліано Капуті (ITA) |
| 31 липня 2015 13:30 | протокол | Рахунок за періодами: 2–3, 2–5, 2–5, 4–3 |         |                   | Казань Attendance: 640 Арбітр: Діон Вілліс (RSA), Массіміліано Капуті (ITA) |
| 31 липня 2015 13:30 | протокол | Такей 4                                  | Голів   | Івович, Радович 4 | Казань Attendance: 640 Арбітр: Діон Вілліс (RSA), Массіміліано Капуті (ITA) |

## Ігри на вибування

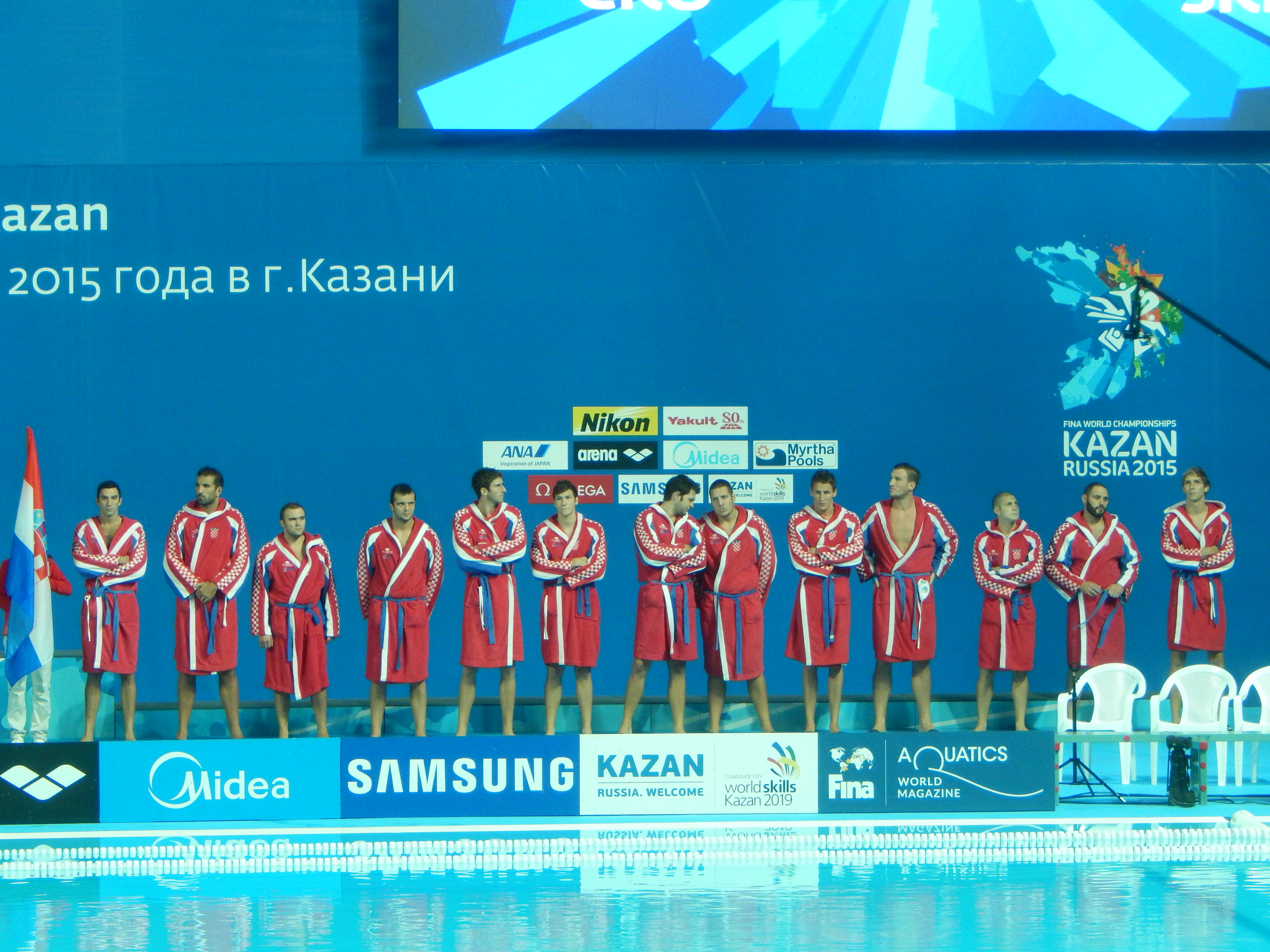
Хорватська команда виграє срібні медалі

Чемпіонська сітка
|  | Плей-оф    | Плей-оф    |               |           | Чвертьфінали    | Чвертьфінали |               |                     | Півфінали           | Півфінали |  |  | Фінал | Фінал |
|  |            |            |               |           |                 |              |               |                     |                     |           |  |  |       |       |
|  |            |            |               |           | 4 серпня        |              |               |                     |                     |           |  |  |       |       |
|  | 2 серпня   |            |               |           |                 |              |               |                     |                     |           |  |  |       |       |
|  | Хорватія   | 10         |               |           |                 |              |               |                     |                     |           |  |  |       |       |
|  | Хорватія   | 10         | Казахстан     | 8         | 6 серпня        | 6 серпня     |               |                     |                     |           |  |  |       |       |
|  |            | Чорногорія | Казахстан     | 8         | 6 серпня        | 6 серпня     | 4             |                     |                     |           |  |  |       |       |
|  | Чорногорія | Чорногорія | 12            |           | Хорватія (пен.) | 10 (5)       | 4             |                     |                     |           |  |  |       |       |
|  | Чорногорія | 4 серпня   | 12            |           | Хорватія (пен.) | 10 (5)       |               |                     |                     |           |  |  |       |       |
|  | 2 серпня   | 2 серпня   |               | Греція    | 10 (3)          |              |               |                     |                     |           |  |  |       |       |
|  | 2 серпня   | 2 серпня   | Греція (пен.) | Греція    | 10 (3)          | 7 (5)        |               |                     |                     |           |  |  |       |       |
|  | ПАР        | 1          | Греція (пен.) |           |                 | 7 (5)        | 8 серпня      | 8 серпня            |                     |           |  |  |       |       |
|  | ПАР        | 1          |               | Австралія | 7 (4)           |              | 8 серпня      | 8 серпня            |                     |           |  |  |       |       |
|  | Австралія  | 17         |               | Австралія | 7 (4)           | Хорватія     | 4             |                     |                     |           |  |  |       |       |
|  | Австралія  | 17         | 4 серпня      |           |                 | Хорватія     | 4             |                     |                     |           |  |  |       |       |
|  | 2 серпня   | 2 серпня   |               | Сербія    | 11              |              |               |                     |                     |           |  |  |       |       |
|  | 2 серпня   | 2 серпня   | Угорщина      | Сербія    | 11              | 7            |               |                     |                     |           |  |  |       |       |
|  | Канада     | 2          | Угорщина      | 6 серпня  | 6 серпня        | 7            |               |                     |                     |           |  |  |       |       |
|  | Канада     | 2          |               | 6 серпня  | 6 серпня        | Італія       | 8             |                     |                     |           |  |  |       |       |
|  | Італія     | 8          |               | Італія    | 6               | Італія       | 8             | Матч за третє місце | Матч за третє місце |           |  |  |       |       |
|  | Італія     | 8          | 4 серпня      | Італія    | 6               |              |               | Матч за третє місце | Матч за третє місце |           |  |  |       |       |
|  | 2 серпня   | 2 серпня   |               | Сербія    | 10              |              | 8 серпня      | 8 серпня            |                     |           |  |  |       |       |
|  | 2 серпня   | 2 серпня   | Сербія        | Сербія    | 10              | 12           | 8 серпня      | 8 серпня            |                     |           |  |  |       |       |
|  | Бразилія   | 3          | Сербія        |           |                 | 12           | Греція (pen.) | 7 (4)               |                     |           |  |  |       |       |
|  | Бразилія   | 3          |               | США       | 7               |              | Греція (pen.) | 7 (4)               |                     |           |  |  |       |       |
|  | США        | 7          |               | США       | 7               | Італія       | 7 (2)         |                     |                     |           |  |  |       |       |
|  | США        | 7          |               |           |                 | Італія       | 7 (2)         |                     |                     |           |  |  |       |       |

### Плей-оф
| 2 серпня 2015 13:30 | протокол | Канада                                   | 2 – 8 | Італія               | Казань Attendance: 269 Арбітр: Марк Коганов (AZE), Францешк Бух (ESP) |
| 2 серпня 2015 13:30 | протокол | Рахунок за періодами: 0–2, 1–1, 1–2, 0–3 |       |                      | Казань Attendance: 269 Арбітр: Марк Коганов (AZE), Францешк Бух (ESP) |
| 2 серпня 2015 13:30 | протокол | Кудаба, Торакіс 1                        | Голів | Джорджетті, Джітто 2 | Казань Attendance: 269 Арбітр: Марк Коганов (AZE), Францешк Бух (ESP) |

| 2 серпня 2015 17:30 | протокол | Бразилія                                 | 3 – 7 | США    | Казань Attendance: 2,090 Арбітр: Борис Магрета (SLO), Адріан Александреску (ROU) |
| 2 серпня 2015 17:30 | протокол | Рахунок за періодами: 0–2, 1–1, 1–1, 1–3 |       |        | Казань Attendance: 2,090 Арбітр: Борис Магрета (SLO), Адріан Александреску (ROU) |
| 2 серпня 2015 17:30 | протокол | троє гравців по 1                        | Голів | Менн 3 | Казань Attendance: 2,090 Арбітр: Борис Магрета (SLO), Адріан Александреску (ROU) |

| 2 серпня 2015 18:50 | протокол | Казахстан                                | 8 – 12 | Чорногорія        | Казань Attendance: 2,896 Арбітр: Джозеф Пейла (USA), Деніел Флейхайв (AUS) |
| 2 серпня 2015 18:50 | протокол | Рахунок за періодами: 3–2, 2–3, 1–5, 2–2 |        |                   | Казань Attendance: 2,896 Арбітр: Джозеф Пейла (USA), Деніел Флейхайв (AUS) |
| 2 серпня 2015 18:50 | протокол | Губарєв 3                                | Голів  | Бргулян, Янович 3 | Казань Attendance: 2,896 Арбітр: Джозеф Пейла (USA), Деніел Флейхайв (AUS) |

| 2 серпня 2015 20:10 | протокол | ПАР                                      | 1 – 17 | Австралія | Казань Attendance: 213 Арбітр: Ні Ши Вей (CHN), Герман Меллер (ARG) |
| 2 серпня 2015 20:10 | протокол | Рахунок за періодами: 1–5, 0–6, 0–2, 0–4 |        |           | Казань Attendance: 213 Арбітр: Ні Ши Вей (CHN), Герман Меллер (ARG) |
| 2 серпня 2015 20:10 | протокол | Е. Ле Руа 1                              | Голів  | Янгер 4   | Казань Attendance: 213 Арбітр: Ні Ши Вей (CHN), Герман Меллер (ARG) |

### Чвертьфінали
| 4 серпня 2015 17:30 | протокол | Хорватія                                 | 10 – 4 | Чорногорія | Казань Attendance: 1,769 Арбітр: Радослав Коризна (POL), Массіміліано Капуті (ITA) |
| 4 серпня 2015 17:30 | протокол | Рахунок за періодами: 1–0, 3–0, 3–3, 3–1 |        |            | Казань Attendance: 1,769 Арбітр: Радослав Коризна (POL), Массіміліано Капуті (ITA) |
| 4 серпня 2015 17:30 | протокол | Муслім 3                                 | Голів  | Кліковач 3 | Казань Attendance: 1,769 Арбітр: Радослав Коризна (POL), Массіміліано Капуті (ITA) |

| 4 серпня 2015 18:50 | протокол | Греція                                                 | 7 – 7 | Австралія | Казань Attendance: 1,996 Арбітр: Борис Магрета (SLO), Воджин Путнікович (SRB) |
| 4 серпня 2015 18:50 | протокол | Рахунок за періодами: 1–0, 1–3, 3–1, 2–3 Пенальті: 5–4 |       |           | Казань Attendance: 1,996 Арбітр: Борис Магрета (SLO), Воджин Путнікович (SRB) |
| 4 серпня 2015 18:50 | протокол | Фунтуліс, Генідуніас 2                                 | Голів | Янгер 3   | Казань Attendance: 1,996 Арбітр: Борис Магрета (SLO), Воджин Путнікович (SRB) |

| 4 серпня 2015 20:10 | протокол | Угорщина                                 | 7 – 8 | Італія               | Казань Attendance: 693 Арбітр: Адріан Александреску (ROU), Георгіос Ставрідіс (GRE) |
| 4 серпня 2015 20:10 | протокол | Рахунок за періодами: 2–2, 2–1, 1–2, 2–3 |       |                      | Казань Attendance: 693 Арбітр: Адріан Александреску (ROU), Георгіос Ставрідіс (GRE) |
| 4 серпня 2015 20:10 | протокол | Варга 3                                  | Голів | Ді Фульвіо, Луонго 2 | Казань Attendance: 693 Арбітр: Адріан Александреску (ROU), Георгіос Ставрідіс (GRE) |

| 4 серпня 2015 21:30 | протокол | Сербія                                   | 12 – 7 | США       | Казань Attendance: 455 Арбітр: Францешк Бух (ESP), Ненад Перис (CRO) |
| 4 серпня 2015 21:30 | протокол | Рахунок за періодами: 4–2, 3–3, 2–1, 3–1 |        |           | Казань Attendance: 455 Арбітр: Францешк Бух (ESP), Ненад Перис (CRO) |
| 4 серпня 2015 21:30 | протокол | Душко Пієтлович 4                        | Голів  | Бонанні 2 | Казань Attendance: 455 Арбітр: Францешк Бух (ESP), Ненад Перис (CRO) |

### Півфінали за 13-16-те місця
| 2 серпня 2015 10:50 | протокол | КНР                                                    | 10 – 10 | Росія                | Казань Attendance: 2,263 Арбітр: Станко Івановскі (MNE), Масуд Резвані (IRI) |
| 2 серпня 2015 10:50 | протокол | Рахунок за періодами: 1–2, 4–4, 2–1, 3–3 Пенальті: 1–4 |         |                      | Казань Attendance: 2,263 Арбітр: Станко Івановскі (MNE), Масуд Резвані (IRI) |
| 2 серпня 2015 10:50 | протокол | Тань Фейху 4                                           | Голів   | четверо гравців по 2 | Казань Attendance: 2,263 Арбітр: Станко Івановскі (MNE), Масуд Резвані (IRI) |

| 2 серпня 2015 12:10 | протокол | Аргентина                                | 6 – 14 | Японія  | Казань Attendance: 218 Арбітр: Віктор Сальніченко (KAZ), Хатем Габер (EGY) |
| 2 серпня 2015 12:10 | протокол | Рахунок за періодами: 0–4, 2–2, 2–4, 2–4 |        |         | Казань Attendance: 218 Арбітр: Віктор Сальніченко (KAZ), Хатем Габер (EGY) |
| 2 серпня 2015 12:10 | протокол | Карабантес, Демаркі 3                    | Голів  | Такей 4 | Казань Attendance: 218 Арбітр: Віктор Сальніченко (KAZ), Хатем Габер (EGY) |

### Півфінали за 9-12-те місця
| 4 серпня 2015 12:10 | протокол | Канада                                   | 9 – 7 | Казахстан  | Казань Attendance: 421 Арбітр: Станко Івановскі (MNE), Герман Меллер (ARG) |
| 4 серпня 2015 12:10 | протокол | Рахунок за періодами: 1–2, 5–0, 2–3, 1–2 |       |            | Казань Attendance: 421 Арбітр: Станко Івановскі (MNE), Герман Меллер (ARG) |
| 4 серпня 2015 12:10 | протокол | Конвей 4                                 | Голів | Аксьонов 3 | Казань Attendance: 421 Арбітр: Станко Івановскі (MNE), Герман Меллер (ARG) |

| 4 серпня 2015 13:30 | протокол | Бразилія                                 | 16 – 5 | ПАР                  | Казань Attendance: 213 Арбітр: Ні Ши Вей (CHN), Хатем Габер (EGY) |
| 4 серпня 2015 13:30 | протокол | Рахунок за періодами: 7–3, 2–2, 3–0, 4–0 |        |                      | Казань Attendance: 213 Арбітр: Ні Ши Вей (CHN), Хатем Габер (EGY) |
| 4 серпня 2015 13:30 | протокол | Врлич 5                                  | Голів  | п'ятеро гравців по 1 | Казань Attendance: 213 Арбітр: Ні Ши Вей (CHN), Хатем Габер (EGY) |

### Півфінали за 5-8-ме місця
| 6 серпня 2015 15:30 | протокол | Чорногорія                               | 11 – 8 | Австралія         | Казань Attendance: 1,500 Арбітр: Францешк Бух (ESP), Воджин Путнікович (SRB) |
| 6 серпня 2015 15:30 | протокол | Рахунок за періодами: 4–1, 1–1, 4–4, 2–2 |        |                   | Казань Attendance: 1,500 Арбітр: Францешк Бух (ESP), Воджин Путнікович (SRB) |
| 6 серпня 2015 15:30 | протокол | Янович 4                                 | Голів  | троє гравців по 2 | Казань Attendance: 1,500 Арбітр: Францешк Бух (ESP), Воджин Путнікович (SRB) |

| 6 серпня 2015 17:00 | протокол | Угорщина                                 | 13 – 9 | США                | Казань Attendance: 645 Арбітр: Массіміліано Капуті (ITA), Сергій Наумов (RUS) |
| 6 серпня 2015 17:00 | протокол | Рахунок за періодами: 4–2, 3–2, 2–2, 4–3 |        |                    | Казань Attendance: 645 Арбітр: Массіміліано Капуті (ITA), Сергій Наумов (RUS) |
| 6 серпня 2015 17:00 | протокол | Харай 4                                  | Голів  | Азеведо, Бонанні 3 | Казань Attendance: 645 Арбітр: Массіміліано Капуті (ITA), Сергій Наумов (RUS) |

### Півфінали
| 6 серпня 2015 20:30 | протокол | Хорватія                                               | 10 – 10 | Греція       | Казань Attendance: 2,486 Арбітр: Адріан Александреску (ROU), Деніел Флейхайв (AUS) |
| 6 серпня 2015 20:30 | протокол | Рахунок за періодами: 3–1, 2–3, 3–2, 2–4 Пенальті: 5–3 |         |              | Казань Attendance: 2,486 Арбітр: Адріан Александреску (ROU), Деніел Флейхайв (AUS) |
| 6 серпня 2015 20:30 | протокол | четверо гравців по 2                                   | Голів   | Влахопулос 3 | Казань Attendance: 2,486 Арбітр: Адріан Александреску (ROU), Деніел Флейхайв (AUS) |

| 6 серпня 2015 22:00 | протокол | Італія                                   | 6 – 10 | Сербія     | Казань Attendance: 1,859 Арбітр: Борис Магрета (SLO), Радослав Коризна (POL) |
| 6 серпня 2015 22:00 | протокол | Рахунок за періодами: 0–4, 2–4, 2–1, 2–1 |        |            | Казань Attendance: 1,859 Арбітр: Борис Магрета (SLO), Радослав Коризна (POL) |
| 6 серпня 2015 22:00 | протокол | Фонделлі 2                               | Голів  | Митрович 3 | Казань Attendance: 1,859 Арбітр: Борис Магрета (SLO), Радослав Коризна (POL) |

### Матч за 15-те місце
| 4 серпня 2015 09:30 | протокол | КНР                                      | 16 – 9 | Аргентина | Казань Attendance: 753 Арбітр: Джозеф Пейла (USA), Тадао Тахара (JPN) |
| 4 серпня 2015 09:30 | протокол | Рахунок за періодами: 6–2, 3–4, 4–2, 3–1 |        |           | Казань Attendance: 753 Арбітр: Джозеф Пейла (USA), Тадао Тахара (JPN) |
| 4 серпня 2015 09:30 | протокол | Дун Тао 4                                | Голів  | Яньєс 5   | Казань Attendance: 753 Арбітр: Джозеф Пейла (USA), Тадао Тахара (JPN) |

### Матч за 13-те місце
| 4 серпня 2015 10:50 | протокол | Росія                                    | 9 – 13 | Японія  | Казань Attendance: 821 Арбітр: Дьордь Кун (HUN), Масуд Резвані (IRI) |
| 4 серпня 2015 10:50 | протокол | Рахунок за періодами: 4–3, 1–3, 2–5, 2–2 |        |         | Казань Attendance: 821 Арбітр: Дьордь Кун (HUN), Масуд Резвані (IRI) |
| 4 серпня 2015 10:50 | протокол | Бичков 3                                 | Голів  | Окава 3 | Казань Attendance: 821 Арбітр: Дьордь Кун (HUN), Масуд Резвані (IRI) |

### Матч за 11-те місце
| 6 серпня 2015 10:50 | протокол | Казахстан                                | 11 – 7 | ПАР         | Казань Attendance: 450 Арбітр: Фабіо Тоффолі (BRA), Тадао Тахара (JPN) |
| 6 серпня 2015 10:50 | протокол | Рахунок за періодами: 4–2, 1–2, 2–1, 4–2 |        |             | Казань Attendance: 450 Арбітр: Фабіо Тоффолі (BRA), Тадао Тахара (JPN) |
| 6 серпня 2015 10:50 | протокол | Аксьонов 7                               | Голів  | П. Ле Руа 3 | Казань Attendance: 450 Арбітр: Фабіо Тоффолі (BRA), Тадао Тахара (JPN) |

### Матч за 9-те місце
| 6 серпня 2015 12:10 | протокол | Канада                                                 | 7 – 7 | Бразилія         | Казань Attendance: 308 Арбітр: Марк Коганов (AZE), Віктор Сальніченко (KAZ) |
| 6 серпня 2015 12:10 | протокол | Рахунок за періодами: 2–2, 1–1, 2–3, 2–1 Пенальті: 5–3 |       |                  | Казань Attendance: 308 Арбітр: Марк Коганов (AZE), Віктор Сальніченко (KAZ) |
| 6 серпня 2015 12:10 | протокол | Конвей, Кудаба 2                                       | Голів | Адріан Делгадо 3 | Казань Attendance: 308 Арбітр: Марк Коганов (AZE), Віктор Сальніченко (KAZ) |

### Матч за 7-ме місце
| 8 серпня 2015 14:00 | протокол | Австралія                                | 6 – 10 | США       | Казань Attendance: 1,677 Арбітр: Ненад Перис (CRO), Францешк Бух (ESP) |
| 8 серпня 2015 14:00 | протокол | Рахунок за періодами: 3–2, 0–2, 1–4, 2–2 |        |           | Казань Attendance: 1,677 Арбітр: Ненад Перис (CRO), Францешк Бух (ESP) |
| 8 серпня 2015 14:00 | протокол | Янгер 2                                  | Голів  | Азеведо 4 | Казань Attendance: 1,677 Арбітр: Ненад Перис (CRO), Францешк Бух (ESP) |

### Матч за 5-те місце
| 8 серпня 2015 15:30 | протокол | Чорногорія                               | 10 – 9 | Угорщина          | Казань Attendance: 2,365 Арбітр: Марк Коганов (AZE), Джозеф Пейла (USA) |
| 8 серпня 2015 15:30 | протокол | Рахунок за періодами: 2–2, 2–1, 2–2, 4–4 |        |                   | Казань Attendance: 2,365 Арбітр: Марк Коганов (AZE), Джозеф Пейла (USA) |
| 8 серпня 2015 15:30 | протокол | Івович 3                                 | Голів  | троє гравців по 2 | Казань Attendance: 2,365 Арбітр: Марк Коганов (AZE), Джозеф Пейла (USA) |

### Матч за 3-тє місце
| 8 серпня 2015 20:30 | протокол | Греція                                                 | 7 – 7 | Італія              | Казань Attendance: 2,165 Арбітр: Адріан Александреску (ROU), Радослав Коризна (POL) |
| 8 серпня 2015 20:30 | протокол | Рахунок за періодами: 1–0, 2–2, 4–4, 0–1 Пенальті: 4–2 |       |                     | Казань Attendance: 2,165 Арбітр: Адріан Александреску (ROU), Радослав Коризна (POL) |
| 8 серпня 2015 20:30 | протокол | Влахопулос 3                                           | Голів | Айкарді, Фільйолі 2 | Казань Attendance: 2,165 Арбітр: Адріан Александреску (ROU), Радослав Коризна (POL) |

### Фінал
| 8 серпня 2015 22:00 | протокол | Хорватія                                 | 4 – 11 | Сербія       | Казань Attendance: 2,575 Арбітр: Борис Магрета (SLO), Георгіос Ставрідіс (GRE) |
| 8 серпня 2015 22:00 | протокол | Рахунок за періодами: 2–2, 0–3, 2–2, 0–4 |        |              | Казань Attendance: 2,575 Арбітр: Борис Магрета (SLO), Георгіос Ставрідіс (GRE) |
| 8 серпня 2015 22:00 | протокол | Сукно 2                                  | Голів  | Прлайнович 3 | Казань Attendance: 2,575 Арбітр: Борис Магрета (SLO), Георгіос Ставрідіс (GRE) |

## Підсумкове положення
|  | Кваліфікувались на Олімпійські ігри 2016                            |
|  | Кваліфікувались на Олімпійські ігри 2016 як переможці Світової ліги |

| Місце | Team       |
| ----- | ---------- |
| 1     | Сербія     |
| 2     | Хорватія   |
| 3     | Греція     |
| 4     | Італія     |
| 5     | Чорногорія |
| 6     | Угорщина   |
| 7     | США        |
| 8     | Австралія  |
| 9     | Канада     |
| 10    | Бразилія   |
| 11    | Казахстан  |
| 12    | ПАР        |
| 13    | Японія     |
| 14    | Росія      |
| 15    | КНР        |
| 16    | Аргентина  |

| Чемпіонат світу FINA 2015 |
| ------------------------- |
| Сербія П'ятий титул       |